# Yoann Lemoine
Yoann Lemoine (Lyon, 1983. március 16. –) egy francia videóklip rendező, számítógépes grafikus és énekes-dalszerző. Lemoine legismertebb munkái közé tartozik a Katy Perry Teenage Dream című dalához, Taylor Swift Back to December című kislemezéhez, Lana Del Rey Born to Die című számához és a Mystery Jets Dreaming of Another World című dalához készült videóklipek rendezése.
Lemoine nemcsak rendező, hanem neofolk zenész is, előadói neve Woodkid. 2011. március 28-án Woodkid kiadta első középlemezét, az Iron EP-t, és 2013. március 18-án megjelent első albuma, a The Golden Age.

## Pályafutása
Illusztrációt és animációt tanult az Emile Cohl Schoolban, ahol sikeresen le is diplomázott. Londonban folytatta tanulmányait, ahol a selyem szitanyomás folyamatát sajátította el a Swindon College kurzusán. 2004-ben Párizsba költözött. Miután rövid ideig a H5-nél dolgozott, csatlakozott Luc Besson stábjához, és az Arthur és a villangók című film munkálatain dolgozott egy évig. 2006-ban Yoann létrehozott egy nyers vázlatot Sofia Coppola Marie Antoinette című filmjéhez.
2010 júniusában 5 díjat nyert a Cannes-i Reklámfesztiválon Graffiti című kampányával, mely az AIDS veszélyeire hívta fel a figyelmet.
Lemoine filmjeinek az Iconoclast a producere.
2012-ben Lemoine elnyerte az év rendezőjének díját az MVPA Awardson Los Angelesben,  és 6 jelölést is kapott az MTV Video Music Awardson Lana Del Reynek, Drake-nek és Rihannának rendezett klipjeiért. 

### Woodkidként

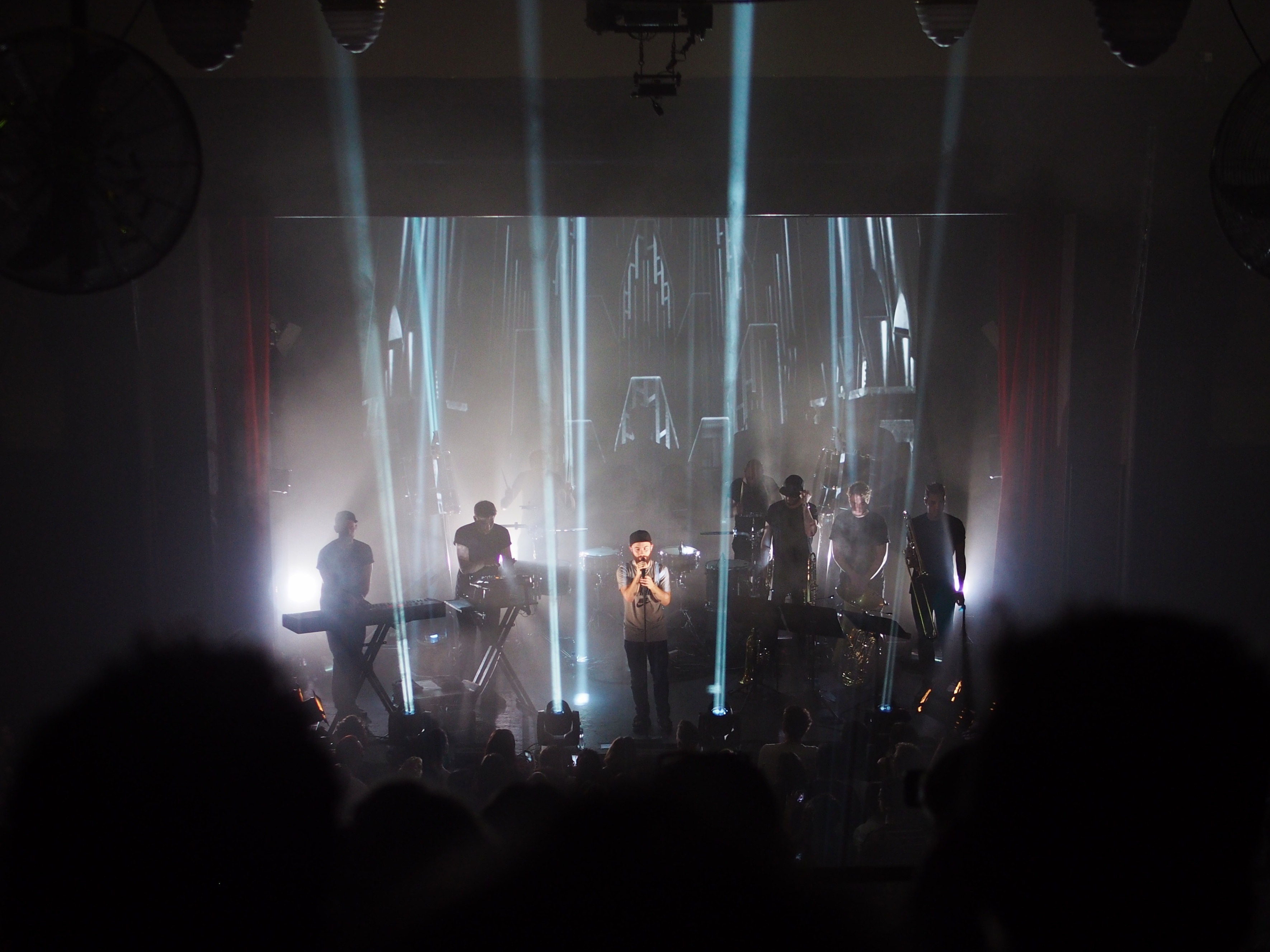
Woodkid előadása a Kaufleutenen Zürich-ben, 2013-ban

Az egyik magyarázat arra, hogy miért lett Lemoine zenész az, hogy egy klipforgatáson a gitáros Richie Havens adott neki egy bendzsót.
Woodkid 2011. március 28-án adta ki első középlemezét, az Iron EP-t. Az Iron című kislemez (komponálta Yoann Lemoine, hangszerelte Gustave Rudman) videóklipjében közreműködött Agyness Deyn angol modell. A dal szerepelt a Ubisoft Assassin’s Creed: Revelations című videójátékának előzetesében, a Hitchcock című filmben és a Farkasbőrben című tévésorozatban.
2011. október 15-én énekelt Lana Del Reyjel New Yorkban, és utána készített egy videót a Born To Die című dalához.
2012. november 15-én fellépett a London Jazz Fesztiválon.
A női ruhákat tervező francia cég, a Dior Homme 2013-as őszi és téli kollekcióját, a "A Soldier on My Own"-t Woodkid "Iron" című dala inspirálta, és az elnevezés is a dal szövegéből ered. A dalt a divatbemutató show zenéjeként is felhasználták.
2012. december 15-én Lemoine bejelentette, hogy elkezdte debütáló albumának felvételeit, amelynek The Golden Age lesz a címe. 2013. március 18-án jelent meg a lemez egy független kiadónál, a Green United Music-nál. Lemoine a lemez borítóját 2012. december 14-én egy általa készített videóban jelentette meg, és december 21-én tette közzé az album számlistáját hivatalos Facebook oldalán.
A "Run Boy Run" klipjét maga Lemoine rendezte, és számos O2 reklámban felhasználták. A "Run Boy Run" klipjét a 2013-as Grammy-díjátadón jelölték a Legjobb Rövid Videóklip kategóriájában.

## Diszkográfia

### Albumok
Woodkidként
| Év   | Album          | Listákon elért hely | Listákon elért hely | Listákon elért hely | Listákon elért hely | Listákon elért hely | Listákon elért hely | Listákon elért hely | Listákon elért hely | Listákon elért hely | Minősítés |
| Év   | Album          | FR                  | AUT                 | BEL (Vl)            | BEL (Wa)            | GER                 | NED                 | SWI                 | UK                  | US                  | Minősítés |
| ---- | -------------- | ------------------- | ------------------- | ------------------- | ------------------- | ------------------- | ------------------- | ------------------- | ------------------- | ------------------- | --------- |
| 2013 | The Golden Age | 2                   | 13                  | 34                  | 6                   | 8                   | 23                  | 4                   | 38                  | 133                 |           |
| 2020 | S16            |                     |                     |                     |                     |                     |                     |                     |                     |                     |           |

### EP-k
Woodkidként
| Év   | Album                      | Listákon elért hely |
| Év   | Album                      | FR                  |
| ---- | -------------------------- | ------------------- |
| 2011 | Iron (EP)                  | 110                 |
| 2012 | Run Boy Run – Remixes (EP) | 31                  |

### Kislemezek
Woodkidként
| Év   | Kislemez         | Listákon elért hely | Listákon elért hely | Listákon elért hely | Listákon elért hely | Listákon elért hely | Album          |
| Év   | Kislemez         | FR                  | BEL (Vl)            | BEL (Wa)            | GER                 | UK                  | Album          |
| ---- | ---------------- | ------------------- | ------------------- | ------------------- | ------------------- | ------------------- | -------------- |
| 2011 | "Iron"           | 34                  | -                   | 17 (Ultratop)       | -                   | 94                  | The Golden Age |
| 2012 | "Run Boy Run"    | 52                  | -                   | 43 (Ultratip)       | -                   | 44                  | The Golden Age |
| 2013 | "I Love You"     | 22                  | 17 (Ultratip)       | 28 (Ultratip)       | 61                  | -                   | The Golden Age |
| 2013 | "The Golden Age" | 131                 | -                   | -                   | -                   | -                   | The Golden Age |

### Videóklipek
| Év   | Előadó  | Dal           |
| ---- | ------- | ------------- |
| 2011 | Woodkid | "Iron"        |
| 2012 | Woodkid | "Run Boy Run" |
| 2013 | Woodkid | "I Love You"  |

## Általa rendezett videóklipek
| Év   | Előadó(k)      | Dal                |
| ---- | -------------- | ------------------ |
| 2008 | Yelle          | "Ce Jeu"           |
| 2009 | Moby           | "Mistake"          |
| 2010 | Katy Perry     | "Teenage Dream"    |
| 2011 | Taylor Swift   | "Back to December" |
| 2011 | The Shoes      | "Wastin Time"      |
| 2011 | Lana Del Rey   | "Born to Die"      |
| 2012 | Drake, Rihanna | "Take Care"        |
| 2012 | Lana Del Rey   | "Blue Jeans"       |

## Díjak
- 2009: Cannes-i Reklámfesztivál – ‘Tiji’ – Ezüst – Legjobb Film[37]
- 2010: Eurobest Európai Reklámfesztivál – ‘Aides Graffiti’ – Bronz – Legjobb Film[38]
- 2010: Cannes-i Reklámfesztivál – ‘Aides Graffiti’ – Bronz (2) – Cyber[39]
- 2010: Cannes-i Reklámfesztivál – ‘Aides Graffiti’ – Arany (2) – Legjobb Film – Viral[39]
- 2012: UK Music Video Awards – "Born to Die" – Legjobb Könnyűzene – Nemzetközi. A "Blue Jeans" című dalt ugyanebben a kategóriában jelölték.[40]

## Fordítás
Ez a szócikk részben vagy egészben  a   Yoann Lemoine című angol Wikipédia-szócikk ezen változatának fordításán alapul.  Az eredeti cikk szerkesztőit annak laptörténete sorolja fel. Ez a jelzés csupán a megfogalmazás eredetét és a szerzői jogokat jelzi, nem szolgál a cikkben szereplő információk forrásmegjelöléseként.